# The Voice of Hind Rajab
The Voice of Hind Rajab ist ein Spielfilm von Kaouther Ben Hania aus dem Jahr 2025. Das Drama thematisiert das Schicksal des 5-jährigen palästinensischen Mädchens Hind Rajab, das Anfang 2024 während einer Militäraktion der israelischen Armee im Gazastreifen getötet wurde. Die Uraufführung der tunesisch-französischen Produktion findet Anfang September 2025 bei den Internationalen Filmfestspielen von Venedig statt.

## Inhalt
Am 29. Januar 2024 flüchtete Hind Rajab mit ihrem Onkel, ihrer Tante und deren Kindern in einem Auto aus Gaza-Stadt. Der Wagen wurde von der israelischen Armee angegriffen und nur das 5-jährige Mädchen überlebte. Über Stunden saß Hind in dem liegengebliebenen Fahrzeug fest und hielt telefonisch Kontakt zu Mitarbeitern der Hilfsorganisation Palästinensischer Roter Halbmond, die versuchten, das ängstliche Kind zu beruhigen. Daraufhin machen sich Sanitäter auf den Weg, Rajab zu retten. Nachdem sich die israelische Armee zurückgezogen hatte, wurden am 10. Februar 2024 die Leichen von unter anderem Rajab und den Sanitätern entdeckt. Der Vorfall fand weltweit mediale Beachtung und führte zu Protesten gegen das Vorgehen Israels im Gazakrieg.
Regisseurin Kaouther Ben Hania rekonstruierte den Vorfall eigenen Angaben zufolge anhand der gespeicherten Original-Telefonaufnahmen zwischen Hind Rajab, den palästinensischen Hilfsorganisationsmitarbeitern, Hinds in Deutschland lebendem Onkel und ihrer Mutter, die in der Nähe des Angriffsorts war.

## Entstehungsgeschichte

### Inspiration und Drehbuch

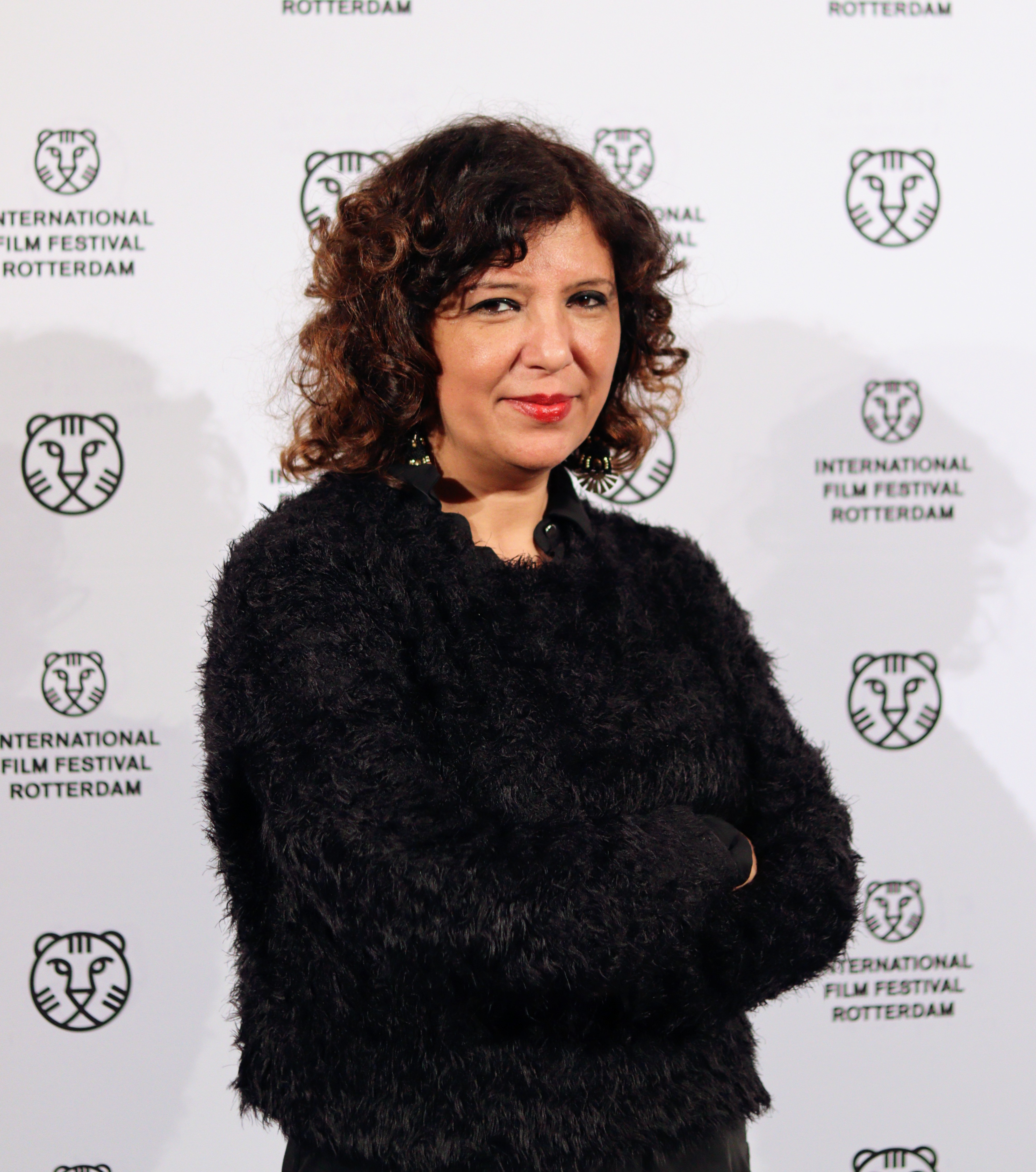
Kaouther Ben Hania (2024)

The Voice of Hind Rajab ist der siebte Langfilm von Kaouther Ben Hania. Die tunesische Regisseurin befand sich auf einer Pressetour in Los Angeles für ihren Oscar-nominierten Dokumentarfilm Olfas Töchter (2023), als sie durch Medienberichte vom Schicksal Hind Rajabs erfuhr. Sie hörte sich die öffentlich verfügbaren Tondokumente an, in denen das verängstigte Mädchen gegenüber Helfern um ihr Leben flehte. Ben Hania war erschüttert und konnte ihre Reise nicht mehr fortsetzen. Sie kontaktierte die Hilfsorganisation Palästinensischer Roter Halbmond, die ihr eine 70-minütige Aufnahme des Telefonats zur Verfügung stellte. Daraufhin entschloss sich Ben Hania das Ereignis filmisch aufzuarbeiten, obwohl sie kurz vor Beginn der Vorproduktion eines mehrjährig vorbereiten, anderen Filmprojekts stand.
In Vorbereitung auf The Voice of Hind Rajab führte Ben Hania lange Gespräche mit Rajabs Mutter sowie Personen, mit denen das Mädchen kurz vor ihrem Tod telefonisch Kontakt gehalten hatte und die versucht hatten, ihr zu helfen. Die Arbeit am Drehbuch habe die Filmemacherin sehr mitgenommen. Sie entwickelte ein Skript, das auf die erhaltenen Zeugenaussagen und unter Verwendung von Rajabs Originalstimme aus den aufgenommenen Telefonaten aufbaute, die das Kind vor ihrem Tod geführt hatte. Der Film spiele ausschließlich an einem einzigen Ort und verzichte darauf, explizite Gewaltdarstellungen zu zeigen. Die Gewalt sei für den Zuschauer nur über die Tonspur vernehmbar. Dies sei eine bewusste Entscheidung Ben Hanias gewesen, da die Menschen täglich mit einer Vielzahl von gewalttätigen Bildern konfroniert seien. „Ich wollte mich auf das Unsichtbare konzentrieren: das Warten, die Angst, das unerträgliche Geräusch der Stille, wenn keine Hilfe kommt. Manchmal ist das, was man nicht sieht, verheerender als das, was man sieht“, so die Filmemacherin. Ben Hania habe eigenen Angaben zufolge keine Welt akzeptieren können, „in der ein Kind um Hilfe ruft und niemand kommt“. Der Schmerz und das Versagen um dieses Ereignis gehöre „zu uns allen“. Es gehe nich nur um Gaza, das Schicksal Hind Rajabs spreche „einen universellen Kummer an“, so Ben Hania. Die Fiktion sei („vor allem, wenn sie sich auf verifizierte, schmerzhafte, reale Ereignisse“ stütze) ihrer Meinung nach „das mächtigste Werkzeug des Kinos“. „Es ist mächtiger als der Lärm der Nachrichten oder die Vergesslichkeit des Scrollens. Das Kino kann eine Erinnerung bewahren. Das Kino kann der Amnesie widerstehen,“ so Ben Hania.

### Besetzung und Produktion
Für die Hauptrollen wurden Amer Hlehel, Clara Khoury, Motaz Malhees und Saja Kilani verpflichtet. Die Dreharbeiten fanden im Geheimen in Tunesien statt. Als Kameramann fungierte der Portugiese Juan Sarmiento G.
Produziert wurde der Film von Nadim Cheikhrouha, Odessa Rae und James Wilson. Unterstützt wurde The Voice of Hind Rajab vom britischen Unternehmen Film4 Productions. Regisseurin Ben Hania hob hervor, dass das Filmprojekt etwas „elektrisierendes“, „unmittelbares“, „lebendiges“ umgeben habe. Es sei innerhalb von nur 12 Monaten zustande gekommen und damit ihr bis dahin schnellster realisierter Film gewesen.

## Veröffentlichung
Die Weltpremiere von The Voice of Hind Rajab erfolgt am 3. September 2025 im Rahmen des 82. Internationalen Filmfestivals von Venedig. Der Beitrag wurde in den Hauptwettbewerb aufgenommen.

## Auszeichnungen
Kaouther Ben Hania wurde mit The Voice of Hind Rajab in den Wettbewerb um den Goldenen Löwen der Filmfestspiele von Venedig eingeladen.